# Cratere Hase
Hase è un cratere lunare di 82,08 km situato nella parte sud-orientale della faccia visibile della Luna.
Il cratere è dedicato al matematico tedesco Johann Matthias Hase.

## Crateri correlati
Alcuni crateri minori situati in prossimità di Hase sono convenzionalmente identificati, sulle mappe lunari, attraverso una lettera associata al nome.
| Hase | Coordinate            | Diametro (in km) |
| ---- | --------------------- | ---------------- |
| A    | 29°03′36″S 62°56′24″E | 14,55            |
| B    | 31°30′36″S 60°03′36″E | 19,98            |
| D    | 31°06′36″S 63°18′00″E | 56,69            |